# Xerife Woody
Xerife Woody Pride, ou simplesmente Woody é um personagem fictício, que apareceu pela primeira vez no filme Toy Story lançado em 1995, depois no segundo filme Toy Story 2 lançado em 1999, no terceiro filme Toy Story 3 lançado em 2010, no quarto filme Toy Story 4 lançado em 2019 e na curta metragem Lamp Life, em 2020.

## História
Antes de Woody tornar-se o brinquedo preferido de Andy, um boneco com sua versão estrelou em um programa de TV dos anos 1950, chamado "O Rodeio do Woody", que incluiu também os personagens Bala-no-Alvo seu cavalo e fiel escudeiro, a vaqueira Jessie sua grande amiga, e Pete Fedido, o Mineiro. No entanto, a série foi cancelada após o homem ter ido ao espaço, ou seja, após os brinquedos espaciais tornarem-se uma nova mania entre as crianças.
Ele é o brinquedo favorito de Andy desde o "Jardim-de-Infância", com um lugar especial sobre a cama de Andy, e é o líder dos brinquedos no quarto de Andy. Em Toy Story 2, se revelou que ele é baseado no personagem principal de um popular programa dos anos de 1950 "O Rodeio do Woody". Quando Al tenta comprar Woody da mãe de Andy, ela diz que Woody se trata de "um brinquedo antigo de família". Na versão original dos filmes, ele é manifestado por Tom Hanks nos dois filmes e por seu irmão Jim Hanks em outras ocasiões. No Brasil, Woody é dublado por Marco Ribeiro. Marco Ribeiro tornou-se o dublador definitivo do personagem.
Em Toy Story 3, Andy (seu dono) está indo para a faculdade e tem de deixar os brinquedos em uma creche, e Woody é o único que ele separa para levar. Quando tenta resgatar seus amigos na Creche Sunnyside, onde os brinquedos são maltratados pelo maligno urso Lotso, conhece a jovem Bonnie, que se torna a nova dona de todos os brinquedos. Os novos curtas da série, como Toy Story Toons: Hawaiian Vacation e Toy Story Toons: Small Fry tem os brinquedos já na casa de Bonnie. Woody também tem breves participações em Vida de Inseto (batendo a claquete nos erros de gravação) e Carros (como um carro de brinquedo).
Em Toy Story 4, no passado, Woody e seus amigos se reúnem em uma missão de resgatar o C.R., um carrinho de controle remoto esquecido na rua durante uma noite chuvosa, no presente, Bonnie vai para o primeiro dia de aula, mas os pais não deixam ela levar algum brinquedo, depois, Woody resolve ir escondido na mochila da Bonnie, e às escondidas, ele ajuda Bonnie a fazer um brinquedo que se chama Garfinho, só que depois dele ganhar vida, ele acredita ser lixo, e insiste em ir para a lixeira, na viagem, Woody resolve ajudar Garfinho a não ir para a lixeira, só que depois, Garfinho sai do trailer, e Woody, vai atrás pega-lo, andando na estrada, Woody aconselha Garfinho dizendo que ele é brinquedo e não lixo, depois Woody vai numa loja de brinquedos antigos, aí conhece Gabby Gabby, uma boneca amarela abandonada por Harmony, depois o Garfinho é capturado, aí no parque de diversão o Woody reconhece Betty, sua antiga amiga que foi doada por outra pessoa, depois, Woody devolve a estrela do sheriff a Jessie, deixa de pertencer a um dono, e vira boneco de rua.

## Características

### Descrição
Woody é um antiquado boneco cowboy puxa-corda. Como mencionado em Toy Story 2, a sua construção inclui uma "original pintura à mão em seu rosto, com uma camisa amarela com quatro botões brancos (dois no tórax e dois nas mangas) e linhas vermelhas cruzadas formando quadrados, um lenço vermelho em seu pescoço, uma jaqueta de couro de vaca com uma estrela escrito "Sheriff". Ele usa calças jeans, com um cinto de couro com uma fivela simbolizando um boi (e nesse cinto há um coldre de couro com o que parece ser uma medalha na lateral. A única arma que já esteve lá foi um fósforo) e botas de couro com esporas de ouro (em sua bota direita está escrito "ANDY" na sola) e com o chapéu coberto com vinil. Seu cabelo, olhos e sobrancelhas são marrons.".

### Personalidade
Apesar de ter sido considerado o líder do quarto do Andy, Woody é visto nos filmes como um personagem imperfeito, devido ao fato dele ter aleatórias crises de ciúme, raiva, frustração, e sentimentos inadequados em relação ao seu papel. Ele foi descrito por Buzz Lightyear, no primeiro filme, como um "homem triste e  estranho" e que, ele fez pouco para dissipar esta acusação.

## Inspirações
Woody foi inspirado pelo brinquedo favorito do produtor executivo John Lasseter, um boneco puxa-corda que fala. A Pixar e o diretor Bud Luckey desenhou o personagem e surgiu a ideia de fazer dele um cowboy.

## Mania Toy Story
Woody também aparece na atração Mania Toy Story. A atração está localizado na Disney's California Adventure, no Disneyland Resort em Anaheim, Califórnia.

## Dubladores
- Estados Unidos - Tom Hanks/Jim Hanks
- Brasil - Alexandre Lippiani/Marco Ribeiro
- Itália - Fabrizio Frizzi Historico Doppiaggio Toy Story 1996 disney infinity 3.0 2015 / Angelo Maggi (Toy Story 4) nuovo doppiatore
- Alemanha - Peer Augustinski / Michael Herbig
- Espanha - Oscar Barberán
- América Latina (exceto Brasil) - Carlos Segundo e Arturo Mercado Jr.
- Finlândia - Antti Pääkkönen
- França - Jean-Philippe Puymartin
- Québec - Mario Desmarais
- Hungria - Stohl András
- Holanda - Gijs Scholten van Aschat
- Língua Flamenga - Warre Borgmans
- Portugal - Miguel Ângelo
- Polônia - Robert Czebotar
- Suécia - Björn Skifs